# Giorgio I di Sassonia-Meiningen
Giorgio I Federico Carlo di Sassonia-Meiningen (Francoforte sul Meno, 4 febbraio 1761 – Meiningen, 24 dicembre 1803) è stato duca di Sassonia-Meiningen dal 1782 fino alla sua morte.

## Biografia

### Infanzia ed educazione
Giorgio era il quarto, ma il secondo dei figli sopravvissuti, di Antonio Ulrico di Sassonia-Meiningen, e di sua moglie, Carlotta Amalia d'Assia-Philippsthal. I suoi tutori furono il teologo e geologo di Meiningen Johann Ludwig Heim e Johann Georg Otto, i quali accompagnarono lui e suo fratello a studiare all'Università di Strasburgo nel 1775.

### Regno
Insieme a suo fratello, iniziò a convertire Meiningen in una prestigiosa città residenziale e ridisegnò in modo significativo Bad Liebenstein oltre al castello di Altenstein con il suo parco.
Nel 1782 succedette al fratello maggiore, Augusto Federico. Governò sulla base dei principi dell' "assolutismo illuminato", sottolineando in particolare l'importanza dell'istruzione.
Con la fondazione dell'Accademia Dreißigacker nel 1800, venne posta la prima pietra per la significativa ripresa della silvicoltura nel ducato.
Nel 1821 avviò la costruzione del Gymnasium in seguito chiamato Bernhardinum. Ha anche fondato una scuola per i poveri con annessa una struttura per l'assistenza medica gratuita. Mise a disposizione della popolazione la biblioteca ducale e le sue collezioni d'arte. Si occupò anche di una riforma del sistema ecclesiale, tra le altre cose, abolendo una serie di antiche e ormai inusitate consuetudini.
Sotto pseudonimo, pubblicò diversi trattati filosofici. Molti dei principi tedeschi lo consideravano un sovrano modello e sotto il suo governo il suo ducato raggiunse il suo apogeo.

### Matrimonio
Sposò, il 27 novembre 1782 a Langenburg, la principessa Luisa Eleonora di Hohenlohe-Langenburg (11 agosto 1763-30 aprile 1837), figlia di Cristiano Alberto di Hohenlohe-Langenburg. 

### Morte
Come il fratello, Giorgio non godette mai di ottima salute. Morì il 24 dicembre 1803 a Meiningen.

## Discendenza
Giorgio e Luisa Eleonora di Hohenlohe-Langenburg ebbero quattro figli:
- Adelaide (1792-1849), sposò Guglielmo IV del Regno Unito;
- Ida (1794-1852), sposò Bernardo di Sassonia-Weimar-Eisenach;
- figlia (nata e morta il 16 ottobre 1796);
- Bernardo II (1800-1882).

## Ascendenza[2]
|                                               |                              |                                                              | Genitori                                          |  |  | Nonni |  |  | Bisnonni                              |  |  | Trisnonni                   |  |
|                                               |                              |                                                              |                                                   |  |  |       |  |  | Ernesto I di Sassonia-Gotha-Altenburg |  |  | Giovanni di Sassonia-Weimar |  |
|                                               |                              |                                                              |                                                   |  |  |       |  |  | Ernesto I di Sassonia-Gotha-Altenburg |  |  | Giovanni di Sassonia-Weimar |  |
|                                               |                              | Dorotea Maria di Anhalt                                      |                                                   |  |  |       |  |  | Ernesto I di Sassonia-Gotha-Altenburg |  |  |                             |  |
| Bernardo I di Sassonia-Meiningen              |                              |                                                              |                                                   |  |  |       |  |  | Ernesto I di Sassonia-Gotha-Altenburg |  |  |                             |  |
|                                               |                              | Elisabetta Sofia di Sassonia-Altenburg                       | Giovanni Filippo di Sassonia-Altenburg            |  |  |       |  |  |                                       |  |  |                             |  |
|                                               |                              | Elisabetta Sofia di Sassonia-Altenburg                       | Giovanni Filippo di Sassonia-Altenburg            |  |  |       |  |  |                                       |  |  |                             |  |
|                                               |                              | Elisabetta Sofia di Sassonia-Altenburg                       | Elisabetta di Brunswick-Wolfenbüttel              |  |  |       |  |  |                                       |  |  |                             |  |
| Antonio Ulrico di Sassonia-Meiningen          |                              | Elisabetta Sofia di Sassonia-Altenburg                       |                                                   |  |  |       |  |  |                                       |  |  |                             |  |
|                                               |                              | Antonio Ulrico di Brunswick-Lüneburg                         | Augusto di Brunswick-Lüneburg                     |  |  |       |  |  |                                       |  |  |                             |  |
|                                               |                              | Antonio Ulrico di Brunswick-Lüneburg                         | Augusto di Brunswick-Lüneburg                     |  |  |       |  |  |                                       |  |  |                             |  |
|                                               |                              | Antonio Ulrico di Brunswick-Lüneburg                         | Dorotea di Anhalt-Zerbst                          |  |  |       |  |  |                                       |  |  |                             |  |
| Elisabetta Eleonora di Brunswick-Wolfenbüttel |                              | Antonio Ulrico di Brunswick-Lüneburg                         |                                                   |  |  |       |  |  |                                       |  |  |                             |  |
|                                               |                              | Elisabetta Giuliana di Schleswig-Holstein-Sonderburg-Norburg | Federico di Schleswig-Holstein-Sonderburg-Norburg |  |  |       |  |  |                                       |  |  |                             |  |
|                                               |                              | Elisabetta Giuliana di Schleswig-Holstein-Sonderburg-Norburg | Federico di Schleswig-Holstein-Sonderburg-Norburg |  |  |       |  |  |                                       |  |  |                             |  |
|                                               |                              | Elisabetta Giuliana di Schleswig-Holstein-Sonderburg-Norburg | Eleonora di Anhalt-Zerbst                         |  |  |       |  |  |                                       |  |  |                             |  |
| Giorgio I di Sassonia-Meiningen               |                              | Elisabetta Giuliana di Schleswig-Holstein-Sonderburg-Norburg |                                                   |  |  |       |  |  |                                       |  |  |                             |  |
|                                               | Filippo d'Assia-Philippsthal | Guglielmo VI d'Assia-Kassel                                  |                                                   |  |  |       |  |  |                                       |  |  |                             |  |
|                                               | Filippo d'Assia-Philippsthal | Guglielmo VI d'Assia-Kassel                                  |                                                   |  |  |       |  |  |                                       |  |  |                             |  |
|                                               | Filippo d'Assia-Philippsthal | Edvige Sofia di Brandeburgo                                  |                                                   |  |  |       |  |  |                                       |  |  |                             |  |
| Carlo I d'Assia-Philippsthal                  | Filippo d'Assia-Philippsthal |                                                              |                                                   |  |  |       |  |  |                                       |  |  |                             |  |
|                                               |                              | Caterina Amalia di Solms-Laubach                             | Carlo Ottone di Solms-Laubach                     |  |  |       |  |  |                                       |  |  |                             |  |
|                                               |                              | Caterina Amalia di Solms-Laubach                             | Carlo Ottone di Solms-Laubach                     |  |  |       |  |  |                                       |  |  |                             |  |
|                                               |                              | Caterina Amalia di Solms-Laubach                             | Amöne Elisabeth di Bentheim-Steinfurt             |  |  |       |  |  |                                       |  |  |                             |  |
| Carlotta Amalia d'Assia-Philippsthal          |                              | Caterina Amalia di Solms-Laubach                             |                                                   |  |  |       |  |  |                                       |  |  |                             |  |
|                                               |                              | Giovanni Guglielmo di Sassonia-Eisenach                      | Giovanni Giorgio I di Sassonia-Eisenach           |  |  |       |  |  |                                       |  |  |                             |  |
|                                               |                              | Giovanni Guglielmo di Sassonia-Eisenach                      | Giovanni Giorgio I di Sassonia-Eisenach           |  |  |       |  |  |                                       |  |  |                             |  |
|                                               |                              | Giovanni Guglielmo di Sassonia-Eisenach                      | Giovannetta di Sayn-Wittgenstein                  |  |  |       |  |  |                                       |  |  |                             |  |
| Carolina Cristina di Sassonia-Eisenach        |                              | Giovanni Guglielmo di Sassonia-Eisenach                      |                                                   |  |  |       |  |  |                                       |  |  |                             |  |
|                                               |                              | Cristina Giuliana di Baden-Durlach                           | Carlo Gustavo di Baden-Durlach                    |  |  |       |  |  |                                       |  |  |                             |  |
|                                               |                              | Cristina Giuliana di Baden-Durlach                           | Carlo Gustavo di Baden-Durlach                    |  |  |       |  |  |                                       |  |  |                             |  |
|                                               |                              | Cristina Giuliana di Baden-Durlach                           | Anna Sofia di Brunswick-Wolfenbüttel              |  |  |       |  |  |                                       |  |  |                             |  |
|                                               |                              | Cristina Giuliana di Baden-Durlach                           |                                                   |  |  |       |  |  |                                       |  |  |                             |  |